# 46. Międzynarodowy Festiwal Filmowy w Berlinie
46. Międzynarodowy Festiwal Filmowy w Berlinie odbył się w dniach 15–26 lutego 1996 roku. W konkursie głównym zaprezentowano 23 filmy pochodzące z 16 różnych krajów.
Jury pod przewodnictwem rosyjskiego reżysera Nikity Michałkowa przyznało nagrodę główną festiwalu, Złotego Niedźwiedzia, amerykańskiemu filmowi Rozważna i romantyczna w reżyserii Anga Lee. Drugą nagrodę w konkursie głównym, Srebrnego Niedźwiedzia – Nagrodę Specjalną Jury, przyznano szwedzkiemu filmowi Życie jest piękne w reżyserii Bo Widerberga.
Honorowego Złotego Niedźwiedzia za całokształt twórczości odebrali amerykański aktor Jack Lemmon i reżyser Elia Kazan. W ramach festiwalu odbyła się retrospektywa twórczości amerykańskiego reżysera Williama Wylera, którego córka zasiadała w tegorocznym konkursowym jury.

## Członkowie jury

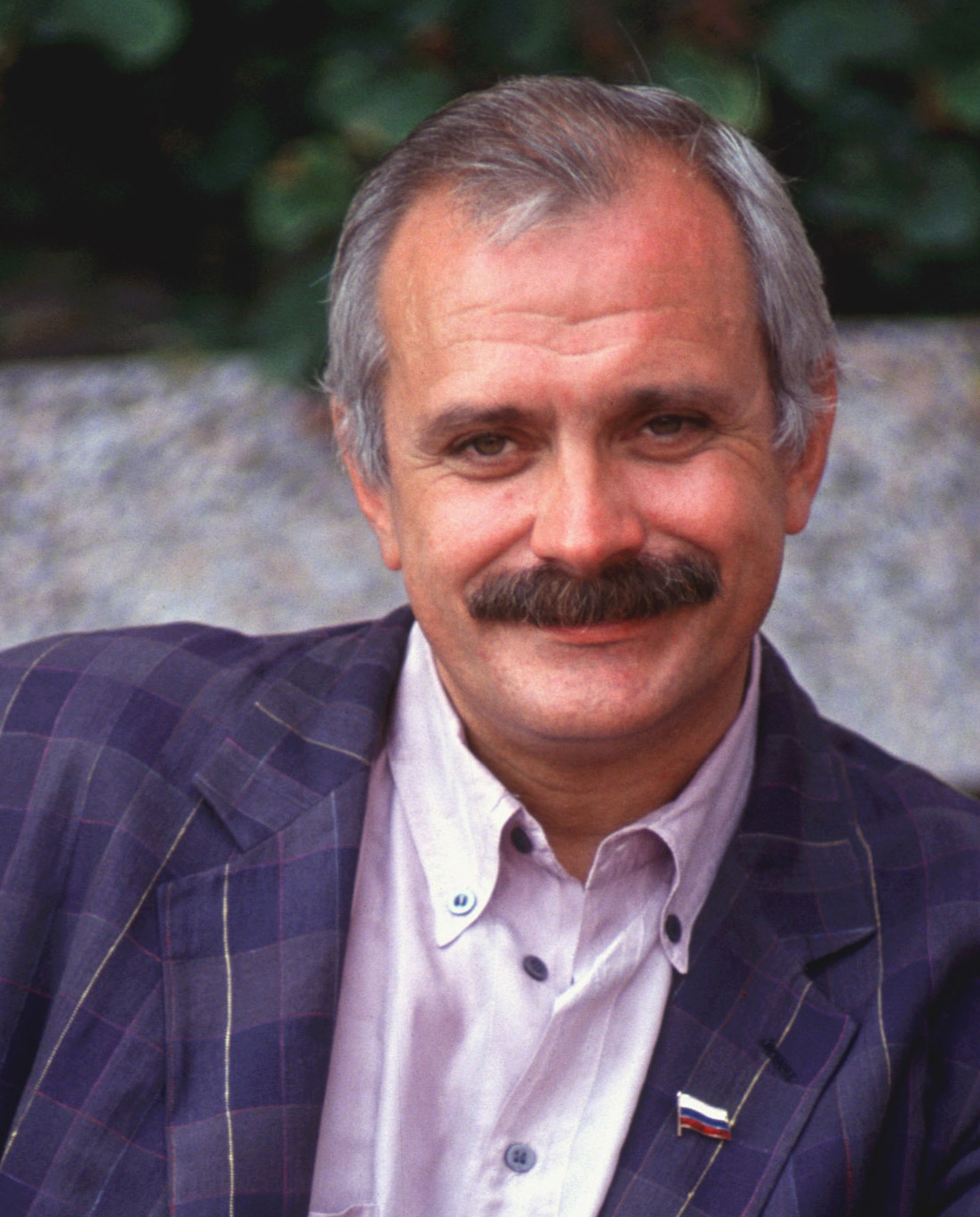
Przewodniczący jury konkursu głównego Nikita Michałkow.

### Konkurs główny
- Nikita Michałkow, rosyjski reżyser – przewodniczący jury[3]
- Gila Almagor, izraelska aktorka
- Vincenzo Cerami, włoski scenarzysta
- Joan Chen, chińska aktorka
- Ann Hui, hongkońska reżyserka
- Peter Lilienthal, niemiecki reżyser
- Jürgen Prochnow, niemiecki aktor
- Claude Rich, francuski aktor
- Fay Weldon, brytyjska pisarka
- Catherine Wyler, amerykańska producentka filmowa
- Christian Zeender, szwajcarski muzyk

## Selekcja oficjalna

### Konkurs główny
Następujące filmy zostały wyselekcjonowane do udziału w konkursie głównym o Złotego Niedźwiedzia i Srebrne Niedźwiedzie:
| Tytuł polski                | Tytuł oryginalny                        | Reżyseria         | Kraj produkcji    |
| --------------------------- | --------------------------------------- | ----------------- | ----------------- |
| Przed egzekucją             | Dead Man Walking                        | Tim Robbins       | Stany Zjednoczone |
| Wioska pełna snów           | 絵の中のぼくの村 Eno nakano bokuno mura | Yōichi Higashi    | Japonia           |
| Lato w Goulette             | صيف حلق الوادي Un été à La Goulette     | Férid Boughedir   | Tunezja           |
| Ekstaza                     | Éxtasis                                 | Mariano Barroso   | Hiszpania         |
| 20 lat... i ani dnia dłużej | Faithful                                | Paul Mazursky     | Stany Zjednoczone |
| Dorwać małego               | Get Shorty                              | Barry Sonnenfeld  | Stany Zjednoczone |
| A Single Spark              | 아름다운 청년 전태일 Jeon tae-il        | Park Kwang-su     | Korea Południowa  |
| Życie jest piękne           | Lust och fägring stor                   | Bo Widerberg      | Szwecja           |
| Madżong                     | 麻将 Ma jiang                           | Edward Yang       | Tajwan            |
| Mary Reilly                 | Mary Reilly                             | Stephen Frears    | Stany Zjednoczone |
| Kłamcy                      | Les menteurs                            | Élie Chouraqui    | Francja           |
| Mój mężczyzna               | Mon homme                               | Bertrand Blier    | Francja           |
| Portland                    | Portland                                | Niels Arden Oplev | Dania             |
| Czas przemian               | Restoration                             | Michael Hoffman   | Stany Zjednoczone |
| Słoneczna dolina            | 日光峡谷 Ri guang xia gu                | He Ping           | Chiny             |
| Ryszard III                 | Richard III                             | Richard Loncraine | Wielka Brytania   |
| Rozważna i romantyczna      | Sense and Sensibility                   | Ang Lee           | Stany Zjednoczone |
| Cicha noc                   | Stille Nacht                            | Dani Levy         | Niemcy            |
| Słońce wszystko słyszy      | 太陽有耳 Taiyang you er                 | Yim Ho            | Hongkong          |
| 12 małp                     | Twelve Monkeys                          | Terry Gilliam     | Stany Zjednoczone |
| Vite strozzate              | Vite strozzate                          | Ricky Tognazzi    | Włochy            |
| What I Have Written         | What I Have Written                     | John Hughes       | Australia         |
| Wielki tydzień              | Wielki tydzień                          | Andrzej Wajda     | Polska            |

### Pokazy pozakonkursowe
Następujące filmy zostały wyświetlone na festiwalu w ramach pokazów pozakonkursowych:
| Tytuł polski          | Tytuł oryginalny      | Reżyseria         | Kraj produkcji    |
| --------------------- | --------------------- | ----------------- | ----------------- |
| Od zmierzchu do świtu | From Dusk Till Dawn   | Robert Rodriguez  | Stany Zjednoczone |
| Wakacje w domu        | Home for the Holidays | Jodie Foster      | Stany Zjednoczone |
| Matka Courage         | My Mother’s Courage   | Michael Verhoeven | Niemcy            |
| Nixon                 | Nixon                 | Oliver Stone      | Stany Zjednoczone |

## Laureaci nagród

### Konkurs główny
Złoty Niedźwiedź
- Rozważna i romantyczna, reż. Ang Lee

Srebrny Niedźwiedź – Nagroda Specjalna Jury
- Życie jest piękne, reż. Bo Widerberg

Srebrny Niedźwiedź dla najlepszego reżysera
- Yim Ho – Słońce wszystko słyszy
- Richard Loncraine – Ryszard III

Srebrny Niedźwiedź dla najlepszej aktorki
- Anouk Grinberg – Mój mężczyzna

Srebrny Niedźwiedź dla najlepszego aktora
- Sean Penn – Przed egzekucją

Srebrny Niedźwiedź za wybitne osiągnięcie artystyczne
- Yōichi Higashi za oryginalne ukazanie dzieciństwa w filmie Wioska pełna snów

Srebrny Niedźwiedź za wybitny wkład artystyczny
- Wielki tydzień, reż. Andrzej Wajda

Nagroda im. Alfreda Bauera za innowacyjność
- Ricky Tognazzi – Vite strozzate

Wyróżnienie honorowe
- Cicha noc, reż. Dani Levy
- Madżong, reż. Edward Yang
- Słoneczna dolina, reż. He Ping

### Konkurs filmów krótkometrażowych
Złoty Niedźwiedź dla najlepszego filmu krótkometrażowego
- Pribytije pojezda, reż. Andriej Żeliezniakow

### Pozostałe nagrody
Nagroda FIPRESCI
- Słońce wszystko słyszy, reż. Yim Ho

Nagroda Jury Ekumenicznego
- Przed egzekucją, reż. Tim Robbins

Honorowy Złoty Niedźwiedź za całokształt twórczości
- Elia Kazan
- Jack Lemmon